# گاهشمار اچمی
پنجشنبه

...............

۲۷ لالَه زار
۱٬۴۱۵

اَچُمی
۱۱ اردیبهشت ۱۴۰۴ خورشیدی
۱ مه ۲۰۲۵ میلادی
گاهشمار اچمی یا تقویم اچمی یک تقویم خورشیدی بعثتی اچمی است که در اچمستان و جنوب ایران و البته در کشورهای شورای همکاری خلیج فارس رواج دارد.
گاهشمار اچمی یک تقویم خورشیدی مانند تقویم هجری خورشیدی است با این تفاوت که مبدأ آن بعثت پیامبر اسلام بوده که در نیمه برج دلو (۱۴ یا ۱۵ بهمن) تحویل شده و پانزدهم بهمن اولین روز آنست.
تاریخ امروز اچمی (بعثتی): ۲۷ لالَه زار ۱٬۴۱۵

 اَچُمی خورشیدی پیغمبری برابر است با ۱۱ اردیبهشت ۱۴۰۴ خورشیدی و ۱ مه ۲۰۲۵ میلادی.

## تطابق سال اچمی با گاهشماری‌های خورشیدی
| سال اچمی | لحظه تحویل سال (به وقت تهران) | معادل سال هجری خورشیدی | روز تحویل سال (گاهشمار هجری خورشیدی) | معادل تاریخ میلادی |
| -------- | ----------------------------- | ---------------------- | ------------------------------------ | ------------------ |
| ۱۴۱۵     | ۱۸:۳۳:۳۰                      | ۱۴۰۳                   | چهاردهم بهمن                         | دوم فوریه؛ ۲۰۲۵    |
| ۱۴۱۶     | ۱۲:۱۸                         | ۱۴۰۴                   | چهاردهم بهمن                         | سوم فوریه؛ ۲۰۲۶    |
| ۱۴۱۷     | ۱۸:۰۲                         | ۱۴۰۵                   | چهاردهم بهمن                         | سوم فوریه؛ ۲۰۲۷    |
| ۱۴۱۸     | ۲۳:۵۴                         | ۱۴۰۶                   | چهاردهم بهمن                         | سوم فوریه؛ ۲۰۲۸    |
| ۱۴۱۹     | ۰۵:۳۴                         | ۱۴۰۷                   | پانزدهم بهمن                         | سوم فوریه؛ ۲۰۲۹    |
| ۱۴۲۰     | ۲۳:۲۷                         | ۱۴۰۸                   | چهاردهم بهمن                         | دوم فوریه؛ ۲۰۳۰    |
| ۱۴۲۱     | ۱۷:۱۹                         | ۱۴۰۹                   | چهاردهم بهمن                         | سوم فوریه؛ ۲۰۳۱    |
| ۱۴۲۲     | ۲۳:۰۱                         | ۱۴۱۰                   | چهاردهم بهمن                         | سوم فوریه؛ ۲۰۳۲    |
| ۱۴۲۳     | ۰۵:۰۳:۳۰                      | ۱۴۱۱                   | پانزدهم بهمن                         | سوم فوریه؛ ۲۰۳۳    |
| ۱۴۲۴     | ۱۱:۵۸                         | ۱۴۱۲                   | پانزدهم بهمن                         | سوم فوریه؛ ۲۰۳۴    |
| ۱۴۲۵     | ۰۴:۴۵                         | ۱۴۱۳                   | پانزدهم بهمن                         | چهارم فوریه؛ ۲۰۳۵  |

## آغاز گاهشماری
پانزدهم بهمن نخستین روز ماه نئ بهار و آغاز گاهشماری اچمی است. سرآغاز تقویم شفاهی خودمونی برخلاف تقویم هجری خورشیدی و تقویم هجری قمری برپایه بعثت پیامبر اسلام است نه هجرت پیامبر اسلام و شروع تقویم در سال اول بعثت برابر ششصد و دهم پس از میلاد مسیح در نظر گرفته می‌شود.

## لحظه تحویل سال
تحویل سال اچمی پانزده روز پس از حلول برج دلو یا با رسیدن خورشید به نیمه دلو انجام می‌گیرد که معمولاً در بعدظهر چهارده بهمن یا قبل از ظهر پانزدهم بهمن می‌باشد. در هرصورت اولین روز سال اچمی پانزدهم بهمن ماه (نخستین روز ماه نئ بهار) می‌باشد.

## کبیسه گری
در همه تقویم‌های خورشیدی سال کبیسه وجود دارد؛ هر سالی که در تقویم هجری شمسی کبیسه باشد، سال معادل آن در دومین ماه خود یعنی تاره بار یک روز بیشتر خواهد داشت.

## ماه‌های اچمی
1. نئ‌بهار: ۳۰روزه؛ از پانزدهم بهمن تا چهاردهم اسفند
2. تاره‌بار: ۲۹یا۳۰روزه؛ از پانزدهم اسفند تا چهاردهم فروردین (در سال کبیسه ۳۰روزه خواهد بود)
3. لاله‌زار: ۳۱روزه؛ از پانزدهم فروردین تا چهاردهم اردیبهشت
4. جئ‌رومه: ۳۱روزه؛ از پانزدهم اردیبهشت تا چهاردهم خرداد
5. تشباد: ۳۱روزه؛ از پانزدهم خرداد تا چهاردهم تیر
6. چل‌پسینی: ۳۱روزه؛ از پانزدهم تیر تا چهاردهم امرداد
7. خمینه: ۳۱روزه؛ از پانزدهم امرداد تا چهاردهم شهریور
8. مغبول: ۳۱روزه؛ از پانزدهم شهریور تا چهاردهم مهر
9. کشتزار: ۳۰روزه؛ از پانزدهم مهر تا چهاردهم آبان
10. تش‌خشار: ۳۰روزه؛ از پانزدهم آبان تا چهاردهم آذر
11. سومینه: ۳۰روزه؛ از پانزدهم آذر تا چهاردهم دی
12. بروبار: ۳۰روزه؛ از پانزدهم دی تا چهاردهم بهمن